# Rue des Feuillants
Ne doit pas être confondu avec Rue des Feuillantines.
La rue des Feuillants est une voie de Toulouse, chef-lieu de la région Occitanie, dans le Midi de la France.

## Situation et accès

### Description
La rue des Feuillants est une voie publique. Elle se trouve dans le quartier Saint-Cyprien.
La chaussée compte une seule voie de circulation automobile à sens unique, depuis les allées Charles-de-Fitte jusqu'à la rue Charles-Laganne. Elle appartient à une zone de rencontre et la vitesse y est limitée à 20 km/h. Il n'existe pas de piste, ni de bande cyclable, quoiqu'elle soit à double-sens cyclable sur toute sa longueur.

### Voies rencontrées
La rue des Feuillants rencontre les voies suivantes, dans l'ordre des numéros croissants (« g » indique que la rue se situe à gauche, « d » à droite) :
1. Rue Marie-Magné
2. Rue des Teinturiers

## Odonymie

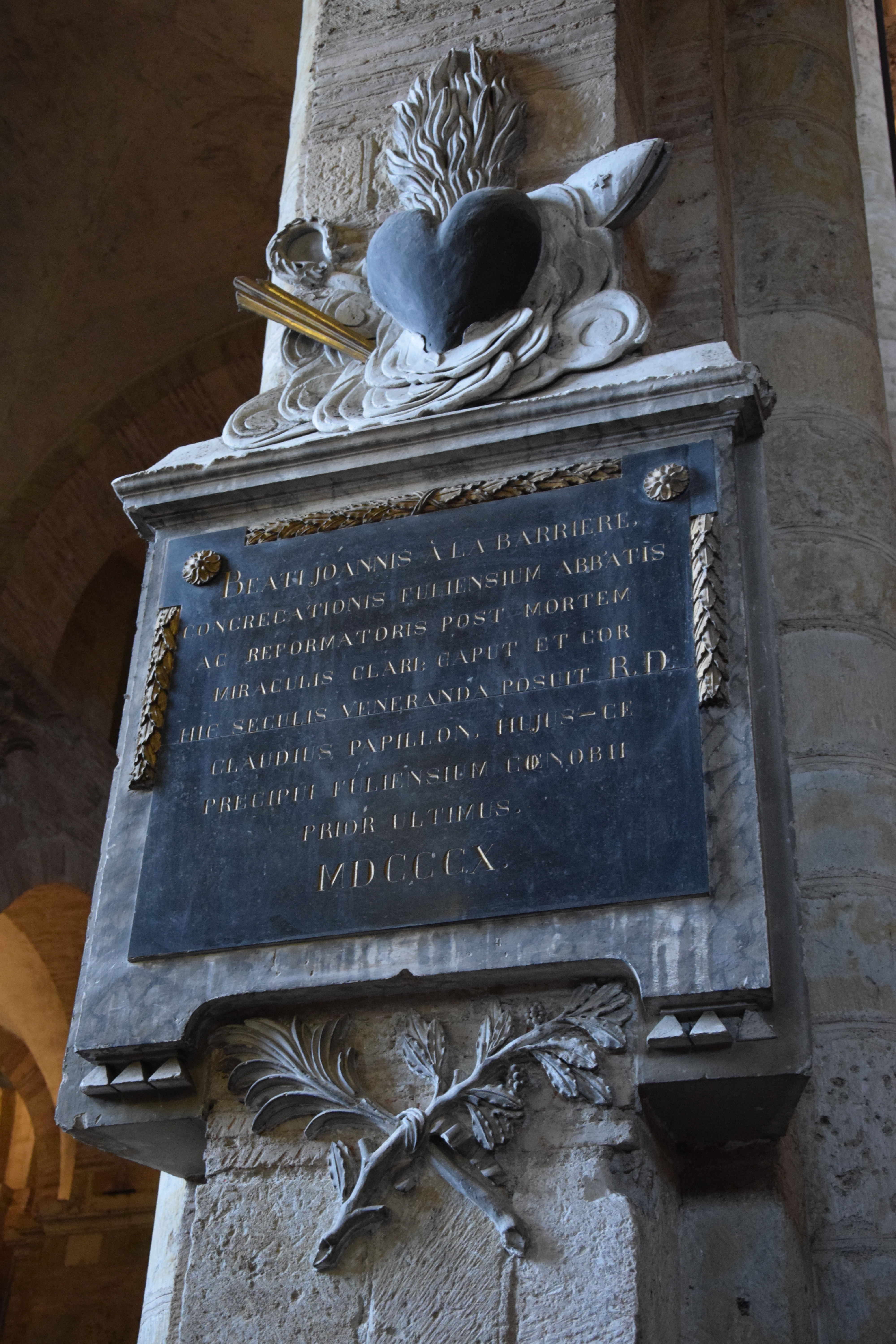
Monument funéraire du cœur et de la tête de Jean de La Barrière (1810, transept sud de la basilique Saint-Sernin).

Au XVIe siècle, la rue est désignée comme la rue de la Cavalerie, puis devient au siècle suivant la rue de Peyrolade : il s'agit dans les deux cas du château de Peyrolade (ou de la Cavalerie), qui s'élevait plus au nord, à l'angle de la rue du Chairedon et de la rue des Teinturiers (emplacement de l'actuelle école élémentaire Lespinasse, no 4 bis rue des Teinturiers). 
C'est au XVIIe siècle que la rue prit son nom actuel : il rappelle la présence du couvent des Feuillants, construit entre 1600 et 1621 (actuel séminaire diocésain, no 4). L'ordre des Feuillants est un ordre monastique bernardin issu des Cisterciens à la suite du mouvement de réforme religieuse impulsé par Jean de La Barrière (1544-1600), devenu abbé de Notre-Dame de Feuillant, à Labastide-Clermont, au sud de Toulouse. D'ailleurs, depuis 1599, il existait à proximité des Feuillants, un couvent de Feuillantines, religieuses groupées autour de Anne de Polastron de la Hillère et installées le long de la grande-rue Peyrolade (actuelle rue Marie-Magné).
En 1794, pendant la Révolution française, la rue fut renommée rue la Paternité, mais cette nouvelle appellation ne fut pas conservée.

## Patrimoine et lieux d'intérêt

### Couvent des Feuillants
no 4 :  Inscrit MH (1992, façades et toitures sur rues, sur cour et sur jardin des bâtiments de l'ancien couvent des Feuillants, cloître, réfectoire et cave ; chapelle de 1838 avec la sacristie ; façades et toitures du bâtiment en équerre de 1863 et du bâtiment de classes de 1895). 
Entre 1600 et 1621, la congrégation cistercienne des Feuillants fait édifier un couvent. Le quadrilatère de bâtiments autour du cloître, avec ses galeries, et le réfectoire témoignent de cette première construction. Après la période révolutionnaire, les bâtiments sont achetés en 1808 par la communauté des Sœurs du Saint Enfant Jésus. Une nouvelle chapelle est édifiée entre 1834 et 1838. L'édifice est agrandi entre 1863 et 1895. En 1908, l'ensemble est racheté par l'association diocésaine, qui y loge le grand séminaire.

### École maternelle Lamartine
L'école maternelle Lamartine créée au milieu du XIXe siècle pour desservir la population du quartier Saint-Cyprien. Elle est établie sur une large parcelle entre la rue des Feuillants (actuel no 7) et la rue Coupefer (actuel no 6). L'ensemble se compose de deux bâtiments. Au nord s'élève, perpendiculairement à la rue des Feuillants, le bâtiment le plus ancien, construit au XIXe siècle. Bâti en brique, il s'élève sur trois niveaux. Au rez-de-chaussée et à l'étage, la porte et les fenêtres sont rectangulaires, encadrées par un chambranle en brique. Le niveau de comble à surcroît est ouvert par de petites fenêtres carrées. Au sud, le second bâtiment se développe, parallèlement mais en retrait par rapport à la rue des Feuillants. Bâti dans la deuxième moiti du XXe siècle, dans le style moderne, il est représentatif de l'architecture scolaire de cette période. Il compte trois corps de bâtiments.

### Maisons
- no  3 : maison (deuxième moitié du XVIIIe siècle)[9].
- no  13 : maison (deuxième quart du XXe siècle)[10].